# 페기 말리

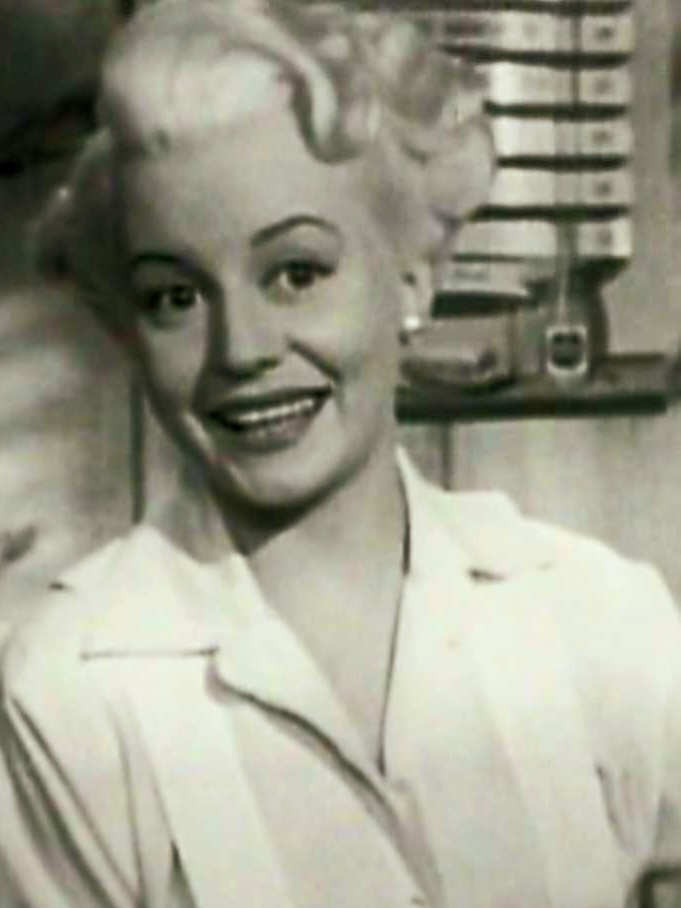

페기 말리(Peggy Maley, 1926년 6월 8일 ~ 2007년 10월 1일)는 미국의 배우, 텔레비전 배우, 연극 배우, 영화배우이다.
포츠빌에서 태어났다.

## 영화
- 건 러너스 (1958년)
- 페리 메이슨 (1957년)
- 문프릿 (1955년)
- 인간의 욕망 (1954년)
- 중혼자 (1953년)
- 와일드 원 (1953년)
- 당신을 원해요 (1951년)
- 천국의 사도 조단 2 (1947년)
- 스릴 오브 브라질 (1946년)
- 닻을 올리고 (1945년)
- 수영하는 미녀 (1944년)
- 미트 더 피플 (1944년)
- 브로드웨이 리듬 (1944년)
- 자매와 수병 (1944년)